# Hulok wschodni
Hulok wschodni (Hoolock leuconedys) – gatunek ssaka naczelnego z rodziny gibbonowatych (Hylobatidae).

## Występowanie
Występuje w Mjanmie, pomiędzy rzekami Czinduin i Irawadi. Populacja z przyległych terenów Chin (zachodnia część prowincji Junnan) jest obecnie traktowana jako osobny gatunek Hoolock tianxing, opisany w 2017 roku. W 2006 roku ogłoszono odkrycie populacji we wschodniej części stanu Arunachal Pradesh w północno-wschodnich Indiach, jednak wymaga to potwierdzenia, gdyż stan ten tradycyjnie włączany jest do zasięgu występowania huloka zachodniego (Hoolock hoolock).

## Ekologia
Występuje w lasach na wysokości do około 2300 m n.p.m. Przebywa głównie w koronach drzew. 

## Morfologia
Ma od 45 do 65 cm długości ciała oraz masę od 6 do 9 kg. Ma charakterystyczne białe brwi oraz srebrną sierść na klatce piersiowej.

## Styl życia
Tworzy grupy, które średnio liczą od 3 do 9 osobników, jednak zaobserwowano duże grupy o wielkości nawet 28 zwierząt. Między godziną 7 do 12 wydają charakterystyczne dźwięki, które można nazwać śpiewem. Zwykle trwa to od 5 do 35 minut, natomiast średnio czas ten wynosi około 18 minut. 